# Roseanna Vitro

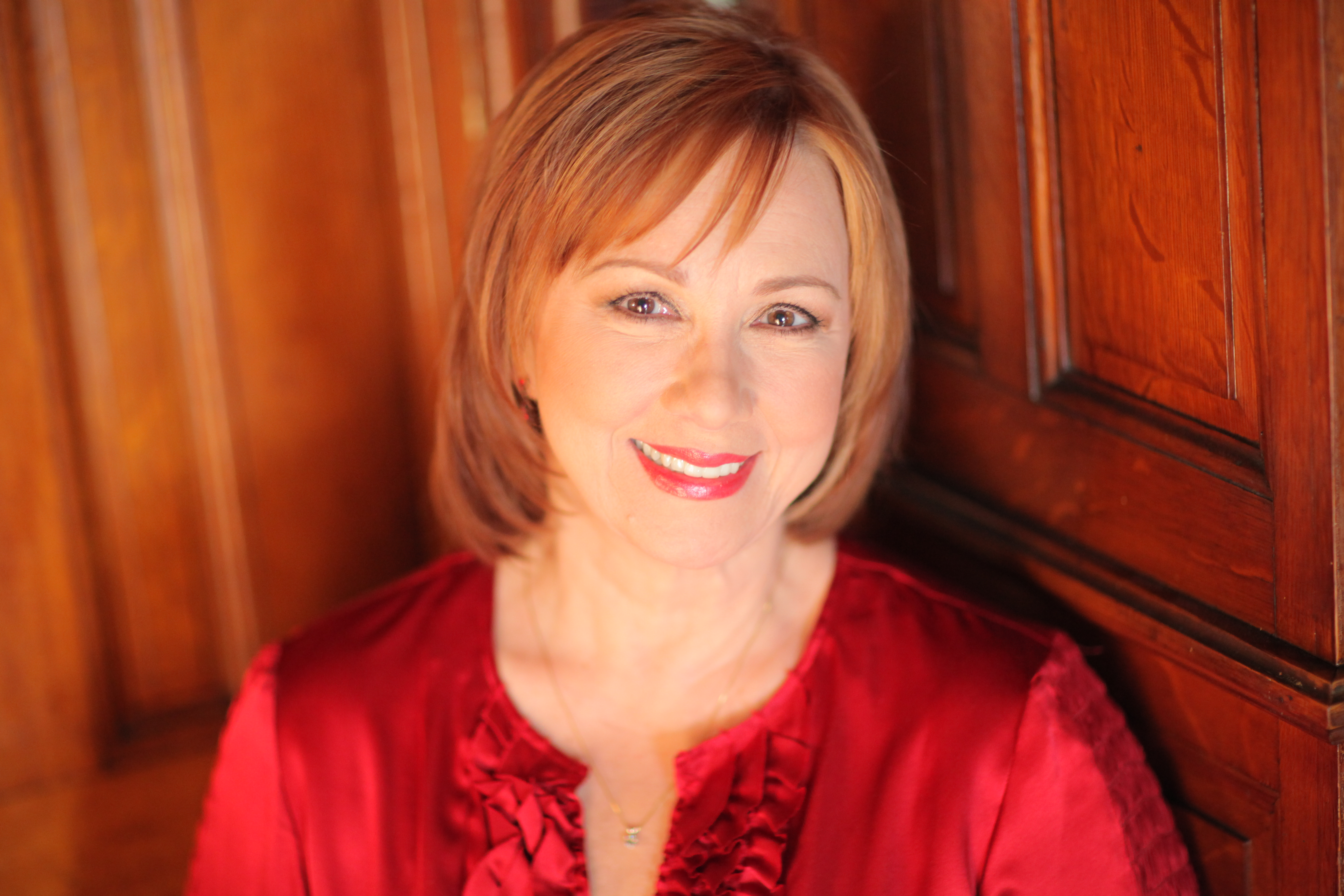
Roseanna Vitro

Roseanna Elizabeth Vitro (* 28. Februar 1951 in Hot Springs, Arkansas) ist eine US-amerikanische Jazzsängerin.
Roseanna Vitro begann ihre Karriere als Sängerin in den 1970er Jahren in Houston mit der Interpretation von Blues- und Rocksongs. Dort hatte sie ein zweijähriges Engagement im Club Green Room, woraus wöchentlich eine Radiosendung übertragen wurde. 1980 zog sie nach New York City, wo sie bei Lionel Hampton arbeitete. Roseanna Vitro nahm dann 1982 mit Listen Here (auf dem Texas Rose Label) ihr erstes Soloalbum auf, bei dem sie von Jazzgrößen wie Kenny Barron, Buster Williams und Ben Riley begleitete wurde; sie interpretierte Standards wie It Could Happen to You, You Go to My Head und Black Coffee. Die künstlerische Anerkennung erlangte sie dann mit ihren Einspielungen in den 1990er Jahren, wie Softly (1993), mit Fred Hersch und George Coleman sowie Passion Dance (1994) mit Kenny Werner, Gary Bartz, Christian McBride und Elvin Jones. 2000 nahm sie ein dem Pianisten Bill Evans gewidmetes Album auf, auf dem sie von Allen Farnham, Eddie Gomez und Fred Hersch begleitet wurde.

## Diskographische Hinweise
- Softly (Concord  Records, 1993)
- Passion Dance (Telarc, 1994)
- Catchin’ Some Rays (1997) mit Eddie Henderson, David Fathead Newman, Gary Smulyan
- Conviction: Thoughts of Bill Evans (A Records, 2000) mit Allen Farnham
- Tropical Postcards (A/Challenge, 2004)
- Live at the Kennedy Center (Challenge, 2006)